# Gaby Jean
Gaby Jean (Mâcon, 19 febbraio 2000) è un calciatore francese, difensore del Lecce.

## Caratteristiche tecniche
È un difensore centrale di piede sinistro che può agire anche da terzino sinistro.

## Carriera
Ha militato nei settori giovanili del FC Lyon e, dal 2018, del Montceau Bourgogne, nella cui prima squadra ha giocato dal 2019 al 2020, nello Championnat de France amateur 2. Trasferitosi poi al Louhans-Cuiseaux, in quarta divisione, vi è rimasto per due stagioni.
Il 25 luglio 2022 è stato acquistato dall'Annecy, appena promosso in Ligue 2. Ha debuttato nel campionato cadetto francese cinque giorni più tardi, nell'incontro inaugurale perso 2-1 contro il Niort e nel corso della stagione si è imposto come titolare al centro della difesa e talvolta sulla fascia sinistra. Il 28 ottobre 2023 ha segnato il suo primo gol nel calcio professionistico, nella partita vinta per 2-1 in casa del Quevilly-Rouen, ed il 23 febbraio 2024 ha prolungato il contratto fino al 2026.
Il 26 agosto 2024 è stato acquistato dal Lecce. Cinque giorni dopo ha esordito in Serie A, subentrando nella ripresa all'altro esordiente e connazionale Frédéric Guilbert nella partita vinta per 1-0 in casa contro il Cagliari. Il 12 aprile 2025, dopo uno scontro di gioco nella sconfitta esterna per 2-1 contro la Juventus, ha subito la lesione del legamento crociato anteriore del ginocchio sinistro, terminando così anzitempo la stagione agonistica.

## Statistiche

### Presenze e reti nei club
Statistiche aggiornate al 12 aprile 2025.
| Stagione        | Squadra            | Campionato      | Campionato | Campionato | Coppe nazionali | Coppe nazionali | Coppe nazionali | Coppe continentali | Coppe continentali | Coppe continentali | Altre coppe | Altre coppe | Altre coppe | Totale | Totale | Totale |
| Stagione        | Squadra            | Comp            | Pres       | Reti       | Comp            | Pres            | Reti            | Comp               | Pres               | Reti               | Comp        | Pres        | Reti        | Pres   | Reti   |        |
| --------------- | ------------------ | --------------- | ---------- | ---------- | --------------- | --------------- | --------------- | ------------------ | ------------------ | ------------------ | ----------- | ----------- | ----------- | ------ | ------ | ------ |
| 2018-2019       | Montceau Bourgogne | N3              | 1          | 0          | CF+CdL          | 0               | 0               | -                  | -                  | -                  | -           | -           | -           | 1      | 0      |        |
| 2019-2020       | Montceau Bourgogne | N3              | 7          | 1          | CF+CdL          | 0               | 0               | -                  | -                  | -                  | -           | -           | -           | 7      | 1      |        |
| Totale Montceau | Totale Montceau    | Totale Montceau | 8          | 1          |                 | 0               | 0               |                    | -                  | -                  |             | -           | -           | 8      | 1      |        |
| 2020-2021       | Louhans-Cuiseaux   | N2              | 1          | 0          | CF              | 2               | 0               | -                  | -                  | -                  | -           | -           | -           | 3      | 0      |        |
| 2021-2022       | Louhans-Cuiseaux   | N2              | 24         | 0          | CF              | 0               | 0               | -                  | -                  | -                  | -           | -           | -           | 24     | 0      |        |
| Totale Louhans  | Totale Louhans     | Totale Louhans  | 25         | 0          |                 | 2               | 0               |                    | -                  | -                  |             | -           | -           | 27     | 0      |        |
| 2022-2023       | Annecy             | L2              | 37         | 0          | CF              | 7               | 0               | -                  | -                  | -                  | -           | -           | -           | 44     | 0      |        |
| 2023-2024       | Annecy             | L2              | 38         | 2          | CF              | 0               | 0               | -                  | -                  | -                  | -           | -           | -           | 38     | 2      |        |
| lug.-ago. 2024  | Annecy             | L2              | 2          | 0          | CF              | -               | -               | -                  | -                  | -                  | -           | -           | -           | 2      | 0      |        |
| Totale Annecy   | Totale Annecy      | Totale Annecy   | 77         | 2          |                 | 7               | 0               |                    | -                  | -                  |             | -           | -           | 84     | 2      |        |
| 2024-2025       | Lecce              | A               | 19         | 0          | CI              | 1               | 0               | -                  | -                  | -                  | -           | -           | -           | 20     | 0      |        |
| Totale carriera | Totale carriera    | Totale carriera | 129        | 3          |                 | 10              | 0               |                    | -                  | -                  |             | -           | -           | 139    | 3      |        |